# Jim Mooney (Comiczeichner)
James Noel „Jim“ Mooney (* 13. August 1919; † 30. März 2008 in Port Salerno, Florida) war ein US-amerikanischer Comiczeichner.

## Leben und Wirken
Mooney wuchs in Los Angeles im US-Bundesstaat Kalifornien auf. Nach dem Schulbesuch siedelte Mooney 1940 nach New York City über wo er anfing, als hauptberuflicher Comiczeichner zu arbeiten. Seine erste veröffentlichte Arbeit – eine Geschichte über die Figur „The Moth“ – erschien im April 1940 in dem Comicheft Mystery Men Comics #9.
Für den Verlag Fiction House betreute er danach als Stabszeichner die Reihen Camilla und Suicide Smith bevor er als freischaffender Künstler zu Timely Comics, den Vorgänger von Marvel Comics wechselte. Bis 1946/1947 war er dort vor allem mit der Visualisierung von sogenannten funny-animal-Reihen beschäftigt, d. h. Reihen in deren Mittelpunkt vermenschlichte Tiere standen, die lustige Abenteuer erlebten. So zeichnete er beispielsweise für die Serien Perky Penguin und Booby Bear. Hinzu kam die in katholischen Schulen verteilte Serie Treasure Chest.
1946 begann Mooney für den Verlag National Comics (später DC-Comics) zu arbeiten, für den er insgesamt zweiundzwanzig Jahre lang, bis 1968, tätig sein sollte. Nachdem er zunächst einige Jahre lang als Nachfolger von Dick Sprang die Serie Batman betreut hatte. Danach übernahm er den Zeichnerjob für eine große Zahl von DC-Serien der unterschiedlichsten Genres. So zeichnete er für die Superhelden-Serie Superboy, zeichnete das Science-Fiction-Feauter „Tommy Tomorrow“, das in den Serien Action Comics und World’s Finest Comics veröffentlicht wurde, sowie die Fantasyreihe „Dial H for Hero“ die in House of Mystery erschien. Seine bekanntesten Arbeiten aus diesen Jahren legte er indessen für die in den Action Comics veröffentlichten Abenteuer um die Heldin Supergirl vor, die er von 1959 bis 1968 ins Bild setzte.
Für den Verlag Atlas Comics gestaltete Mooney parallel zu seiner Arbeit für DC von 1953 bis 1954 einige Ausgaben der Serie Lorna the Jungle Queen. Als Nebenverdienst führte er in diesen Jahren zudem einen antiquarischen Buchladen auf dem Hollywood Boulevard in Los Angeles.
1968 kehrte Mooney nach New York zurück, wo er auf Vermittlung von Stan Lee für DCs Konkurrenten Marvel Comics zu zeichnen begann. Dort tuschte er zunächst von 1968 bis 1970 die Bleistiftzeichnungen von John Romita für die Serie Spider-Man (#65 und 67–88). Danach arbeitete er, erneut als Tuscher, an der Serie The Mighty Thor mit, für die er Zeichnungen von John Buscema überarbeitete.
In den folgenden Jahrzehnten war Mooney vor allem für die verschiedenen Spider-Man-Serien (Amazing Spider-Man, Spectacular Spider-Man, Spider-Man) sowie für die Serie Marvel Team-Up tätig. Hinzu kamen Arbeiten für Serien wie Man-Thing, Omega the Unknown und für Malbücher im Programm von Marve Comics. Für DC illustrierte er in den frühen 1980ern noch einige Superboy-Geschichten während er für Millennium Publications an der Serie The Mummy, für Awesome Entertainment an Lady Supreme und für Adventure Publications an Star Rangers (1987–1988) mitwirkte.
1975 zog Mooney nach Florida, wo er bis in die späten 1980er Jahre als Zeichner arbeitete und hernach bis zu seinem Tod im März 2008, drei Jahre nach dem Ableben seiner Frau Anne Mooney, lebte.
| Personendaten    | Personendaten                   |
| ---------------- | ------------------------------- |
| NAME             | Mooney, Jim                     |
| ALTERNATIVNAMEN  | Mooney, James Noel              |
| KURZBESCHREIBUNG | US-amerikanischer Comiczeichner |
| GEBURTSDATUM     | 13. August 1919                 |
| STERBEDATUM      | 30. März 2008                   |
| STERBEORT        | Port Salerno, Florida           |